# Jay R. Ferguson
Jay Rowland Ferguson (Dallas, 25 luglio 1974) è un attore statunitense, famoso per aver recitato il ruolo di Ponyboy Curtis nella serie Brillantina.

## Biografia
Nato a Dallas, nel Texas, figlio dell'attrice Bobbie Ferguson, nel 1989 viene scelto per interpretare il ruolo di Ponyboy Curtis nella serie televisiva Brillantina, tratta dal romanzo I ragazzi della 56ª strada di S. E. Hinton.
Ha recitato in numerosi film (televisivi e non) e in serie per il piccolo schermo, tra cui L'università dell'odio, Campfire Tales - Racconti del terrore, Perversioni di lusso, Giudice Amy, Medium, Surface - Mistero dagli abissi, Sleeper Cell, CSI: Miami, Weeds, Lie to Me, Castle, Mad Men, Ghost Whisperer - Presenze, No Ordinary Family e Ho cercato il tuo nome.

## Filmografia

### Cinema
- L'università dell'odio (Higher Learning), regia di John Singleton (1995)
- Campfire Tales - Racconti del terrore (Campfire Tales), regia di Matt Cooper, Martin Kunert e David Semel (1997)
- Pink as the Day She Was Born, regia di Steve Hall (1997)
- Girl, regia di Jonathan Kahn (1998)
- Blue Ridge Fall, regia di James Rowe (1999)
- Perversioni di lusso (The In Crowd), regia di Mary Lambert (2000)
- Hollywood Palms, regia di Jeffrey Nachmanoff (2001)
- The Year That Trembled, regia di Jay Craven (2002)
- Passengers, regia di Paul Aspuria (2006)
- Spreading the News, regia di Bradley Scott (2006)
- The Killer Inside Me, regia di Michael Winterbottom (2010)
- Ho cercato il tuo nome (The Lucky One), regia di Scott Hicks (2012)
- Back in the Day, regia di Michael Rosenbaum (2014)
- The Makings of You, regia di Matt Amato (2014)
- Little Loopers, regia di Jim Valdez (2015)
- Club Life, regia di Fabrizio Conte (2015)
- The Last Dispensation of St. James, regia di Catero Colbert (2015)
- A Stand Up Guy, regia di Mike Young (2016)

### Televisione
- Un amore violento (Shattered Dreams), regia di Robert Iscove – film TV (1990)
- Brillantina (The Outsiders) – serie TV, 13 episodi (1990)
- Evening Shade – serie TV, 92 episodi (1990-1994)
- The Price of Love, regia di David Burton Morris – film TV (1995)
- Demon Town (Glory Days) – serie TV, 9 episodi (2002)
- Criminology 101, regia di Miguel Arteta – film TV (2003)
- Giudice Amy (Judging Amy) – serie TV, 8 episodi (2003-2004)
- Medium – serie TV, episodio 1x08 (2005)
- Surface - Mistero dagli abissi (Surface) – serie TV, 15 episodi (2005-2006)
- Surface: Behind the Scenes Featurette, regia di Jeffrey Reiner – film TV (2006)
- Sleeper Cell – serie TV, 6 episodi (2006)
- CSI: Miami – serie TV, episodio 6x13 (2008)
- Easy Money – serie TV, 8 episodi (2008-2009)
- Weeds – serie TV, episodio 5x02 (2009)
- Lie to Me – serie TV, episodio 2x05 (2009)
- Castle – serie TV, episodio 2x13 (2010)
- Ghost Whisperer - Presenze (Ghost Whisperer) – serie TV, episodio 5x19 (2010)
- Mad Men – serie TV, 39 episodi (2010-2015)
- No Ordinary Family – serie TV, episodio 1x19 (2011)
- Burn Notice - Duro a morire (Burn Notice) – serie TV, episodio 5x07 (2011)
- The Unknown – serie TV, episodio 1x03 (2012)
- Ray Donovan – serie TV, episodio 1x11 (2013)
- Save the Date, regia di Pamela Fryman – film TV (2014)
- Chasing Life – serie TV, episodi 1x16-1x17-1x19 (2015)
- The Mindy Project – serie TV, episodi 4x22-4x23-4x24 (2016)
- Comedy Bang! Bang! – serie TV, episodio 5x11 (2016)
- The Real O'Neals – serie TV, 29 episodi (2016-2017)
- I segreti di Twin Peaks (Twin Peaks) – serie TV, 4 episodi (2017)
- American Crime Story – serie TV, episodi 2x01-2x02 (2018)
- Living Biblically – serie TV, 13 episodi (2018)
- The Conners – serie TV, 36 episodi (2018-2025)
- The Romanoffs – serie TV, episodio 1x07 (2018)
- Briarpatch – serie TV, 10 episodi (2019-2020)

## Doppiatori italiani
Nelle versioni in italiano delle opere in cui ha recitato, Jay R. Ferguson è stato doppiato da:
- Francesco Bulckaen in Surface - Mistero dagli abissi
- Nanni Baldini in Campfire Tales - Racconti del terrore
- Gaetano Varcasia in Ghost Whisperer - Presenze
- Massimo De Ambrosis in The Killer Inside Me
- Alessio Cigliano in Ho cercato il tuo nome
- Roberto Gammino in L'università dell'odio
- Fabrizio Vidale in Living Biblically
- Giorgio Locuratolo in CSI: Miami
- Christian Iansante in Mad Men
- Massimo Bitossi in Castle